# مارکو تورسیلیری
مارکو تورسیلیری (انگلیسی: Marco Torsiglieri؛ زادهٔ ۱۲ ژانویهٔ ۱۹۸۸) بازیکن فوتبال اهل آرژانتین است.
از باشگاه‌هایی که در آن بازی کرده‌است می‌توان به باشگاه فوتبال متالیست خارکوف، باشگاه فوتبال بوکا جونیورز، باشگاه فوتبال ولز سارسفیلد، باشگاه فوتبال اسپورتینگ پرتغال، و باشگاه فوتبال آلمریا اشاره کرد.